# Giochiamo al varieté
Giochiamo al varieté è stato un programma televisivo italiano trasmesso dalla Rete 1 il sabato in prima serata, per 4 puntate dal 12 gennaio al 2 febbraio 1980.

## Produzione
Diretto da Antonello Falqui, autore del programma in collaborazione con Michele Guardì, fu condotto da più attori comici, che ripercorsero la storia del varietà e della rivista italiana, dal dopoguerra agli anni settanta, ambientato nelle principali città con attori e cantanti rappresentativi della cultura locale.
Le prime donne in tutte le puntate sono Laura D'Angelo e Patrizia Garganese.

## Puntate

### Follie di Roma
- Enrico Montesano
- Gabriella Ferri
- Loretta Goggi
- Daniela Goggi
- Paolo Panelli
- Bice Valori (alla sua ultima apparizione televisiva)
- Gigi Proietti
- Giovanna Ralli
- Alessandra Panelli
- Sandra Milo

### Il bel Vesuvio blu
- Peppe Barra
- Angela Luce
- Marisa Laurito
- Mariano Rigillo
- Renato Carosone
- Leopoldo Mastelloni
- La Smorfia

### Etneide
- Marcella Bella
- Tuccio Musumeci
- Giuseppe Pattavina
- Fioretta Mari
- Pino Caruso
- Alfredo Rizzo
- Emma Muzzi Loffredo
- Franco Franchi

### Milanesissimo
- Franca Valeri
- Gino Bramieri
- Ivana Monti
- Nanni Svampa
- Lino Patruno
- Bruno Lauzi
- Milva
- Enzo Jannacci

## Sigla
La sigla del programma, Ciao varieté, composta da Antonello Falqui, Michele Guardì, Umberto Smaila e Gianni Ferrio, fu cantata da I Gatti di Vicolo Miracoli e pubblicata come singolo intitolato Ciao in due edizioni con differente lato B.

## Accoglienza
Il programma fu quello col maggiore seguito di pubblico dell'anno, con oltre 20 milioni di telespettatori a puntata, replicandola sul canale monegasco Telemontecarlo e su Rai 3 durante la notte come gli speciali di  Schegge curato da Enrico Ghezzi.

### Critica
(Ugo Buzzolan, La Stampa, 13 gennaio 1980)